# Onthophagus sisyphoides
Onthophagus sisyphoides är en skalbaggsart som beskrevs av Jan Krikken 1977. Onthophagus sisyphoides ingår i släktet Onthophagus och familjen bladhorningar. Inga underarter finns listade i Catalogue of Life.